# (1272) Gefion
(1272) Gefion es el asteroide número 1272 situado en el cinturón principal. Fue descubierto por el astrónomo Karl Wilhelm Reinmuth  desde el observatorio de Heidelberg, el 10 de octubre de 1931. Su designación alternativa es 1931 TZ1. Está nombrado por Gefjun, una diosa de la mitología nórdica.